# Spermatogonie

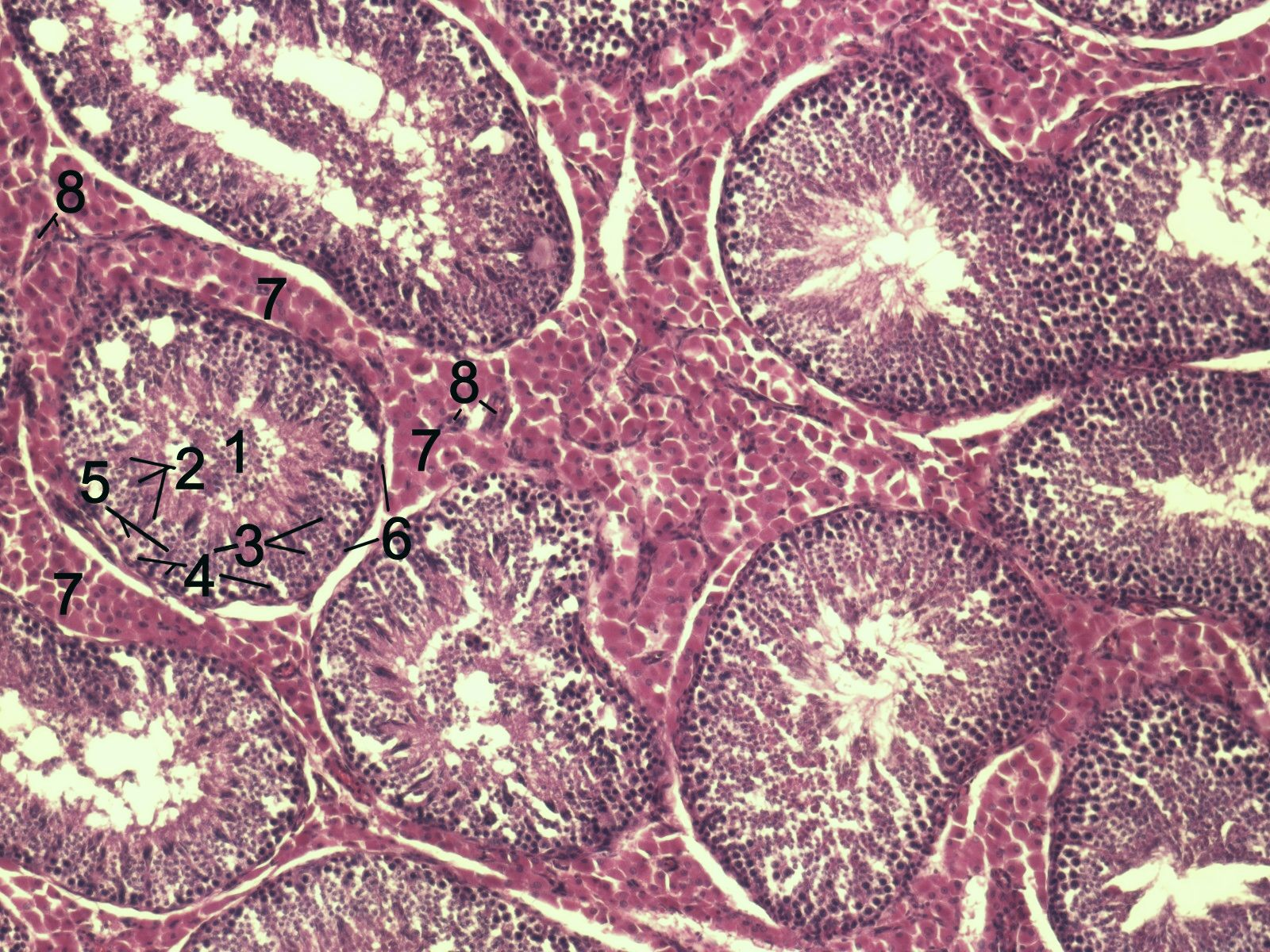
Spermatogonie

Les spermatogonies  sont des cellules germinales situées en contact étroit avec la membrane basale du tube séminifère.

## Généralités
Évolution : dans les testicules de l'embryon les cellules germinales primordiales se différencient en spermatogonies. Les spermatogonies restent inactives jusqu'à la puberté. En effet, pendant la vie fœtale jusqu'à la puberté, les spermatogonies sont bloquées par le MIS (Meiotic Inhibitor Substance) et n'entrent pas en méiose. Ensuite les spermatogonies subissent une succession de mitoses avant de se différencier en cellules productrices de spermatozoïdes.
Il en existe trois sortes selon leur degré de différenciation ou de division :
- Ad : noyau sombre (dark), vacuoles nucléaires, cellule souche de la spermatogenèse, en contact avec la membrane basale, le cytoplasme contient du glycogène. Elles se divisent et donnent des spermatogonies Ap ou des Ad pour le renouvellement. Elles subissent une division hémiplastique ;
- Ap : noyau pâle, sans vacuole nucléaire. Par mitose donne des spermatogonies B (division hétéroplastique) ;
- B : noyau à chromatine en agrégat périphérique, contact avec membrane basale moins important que pour Ad ou Ap. Se divise et donne les spermatocytes I (division hétéroplastique). Possède une chromatine mottée et irrégulière.

## Les spermatogonies dans la spermatogenèse
Elles interviennent dans la phase de multiplication qui est la première du mécanisme.
Les spermatogonies Ad sont des cellules souches adultes unipotentes c'est-à-dire qu'elles s'auto-renouvellent via une division asymétrique.
Cette division donne une spermatogonie Ap (qui donnera 2B qui eux-mêmes donneront chacun deux spermatocytes I) et une spermatogonie Ad qui va pouvoir se rediviser pour donner une Ap et une Ad et ainsi de suite.
Une seule spermatogonie indifférenciée peut ainsi donner 16 spermatozoïdes en théorie, car en général les spermatogonies ou les spermatozoïdes peuvent être malformés et subir par conséquent une apoptose.
En coupe histologique des testicules après coloration PAS (periodic acid Schiff), les spermatogonies Ad (le d désignant dark) sont noirs et les spermatogonies Ap (p désignant pâle) sont claires.
Le préfixe A ou B donné aux spermatogonies signe la différenciation, A : peu différencié, et B : un peu plus différencié que A.